# Pammal Sambandha Mudaliar
Pammal Vijayaranga Sambandha Mudaliar (en tamoul : பம்மல் விஜயரங்க சம்பந்த முதலியார்) est un dramaturge, metteur en scène, producteur de théâtre et comédien indien, né le 21 février 1873 à Pammal (en) (Tamil Nadu) et mort le 24 septembre 1964. Décrit comme « le fondateur du théâtre tamoul moderne », il reçoit la distinction civile Padma Bhushan.

## Biographie
Pammal Sambandha Mudaliar naît en 1873 à Pammal (en), un quartier de Madras. Il est le fils de Vijayaranga Mudaliar et Manickavelu Ammal. Il étudie à Pachaiyappa's College à Madras.